# Khoa Khoa học Sức khỏe và Văn hóa Thể chất của Đại học Công nghệ và Nhân văn Kazimierz Pułaski ở Radom
Khoa Khoa học Sức khỏe và Văn hóa Thể chất của Đại học Công nghệ và Nhân văn Kazimierz Pułaski tại Radom là một trường điều dưỡng và là một trong tám khoa của Đại học Công nghệ và Nhân văn Kazimierz Pułaski ở Radom, Ba Lan.

## Lịch sử Viện
Khoa được thành lập vào ngày 25 tháng 6 năm 2009 bởi Viện nguyên lão của Đại học Kỹ thuật K. Pułaski  với tư cách là Viện Y tế. Kể từ năm học 2009/2010, Viện đã cung cấp hai chương trình đại học về điều dưỡng và vật lý trị liệu, cả nghiên cứu toàn thời gian và bán thời gian. Trong năm 2010, các nghiên cứu chuyển tiếp điều dưỡng bán thời gian đã được đưa vào chương trình (nghiên cứu đại học cho các y tá và nữ hộ sinh có giáo dục y tế thứ cấp). Vào ngày 1 tháng 3 năm 2012, Viện được chuyển thành Khoa Khoa học Sức khỏe và Văn hóa Thể chất.

## Chương trình
- Điều dưỡng 
  - chu kỳ đầu tiên (toàn thời gian và bán thời gian)
  - nghiên cứu chuyển tiếp (bán thời gian)
- Vật lý trị liệu 
  - chu kỳ đầu tiên (toàn thời gian và bán thời gian)
  - chu kỳ thứ hai (toàn thời gian và bán thời gian)
- Giáo dục thể chất 
  - chu kỳ đầu tiên (toàn thời gian và bán thời gian)

## Quản trị
- Trưởng khoa - Giáo sư. Zbigniew Kotwica
- Phó Trưởng khoa - Tiến sĩ Agnieszka Saracen

## Khoa
- Khoa Vật lý trị liệu
- Khoa điều dưỡng
- Khoa giáo dục thể chất